# Jonas Paulionis
Jonas Paulionis (* 1915; † 1997) war ein litauischer Fußballspieler. 

## Karriere
Jonas Paulionis spielte in seiner Vereinskarriere mindestens von 1937 bis 1938 für LGSF Kaunas.
Im Juli 1937 debütierte der Stürmer in der Litauischen Fußballnationalmannschaft im Länderspiel gegen Rumänien in Kaunas. Während des Baltic Cups 1937 absolvierte er zwei weitere Spiele, die auch als Qualifikation für die Fußball-Weltmeisterschaft 1938 dienten.
Im Jahr 1937 absolvierte Paulionis insgesamt vier Länderspiele für die Litauische Nationalmannschaft und erzielte dabei zwei Tore.